# Live at Sunset
Live at Sunset je hudební festival konaný každoročně v červenci v Curychu ve Švýcarsku.
Trvá vždy přibližně dvanáct dní a spojuje hudebníky různých žánrů. Od svého založení v roce 1996 až do roku 2007 festival probíhal v prostorách švýcarského národního muzea Landesmuseum Zürich. Od roku 2008 pak v Adlisberg v části Curychu nazvané Hottingen. Návštěvnost jednotlivých koncertů je kolem 2500 diváků. V roce 2012 byla návštěvnost celého festivalu 32 000 lidí.

## Umělci
1996: Rjúiči Sakamoto, Konstantin Wecker, Lou Reed, Patti Smith, Andrea Bocelli
1997: Andreas Vollenweider
1998: Phil Collins
1999: Mike Oldfield, Ladysmith Black Mambazo, Pur, Patti Smith, Stephan Eicher, Nigel Kennedy, Patricia Kaas, Al Jarreau
2000: Joe Cocker, Youssou N'Dour, Lionel Richie, Andreas Vollenweider, David Sanborn, Richard Bona, Brian Blade, Michael von der Heide, BAP, Jan Garbarek, Lou Reed
2001: Stephan Eicher, Al Jarreau, Rachelle Ferrell, Jeff Beck, Sting, George Benson, Vanessa-Mae, Herbie Hancock
2002: Lisa Stansfield, Noëmi Nadelmann, Andreas Vollenweider, Montserrat Caballé, Randy Crawford, Supertramp, Youssou N'Dour, Bryan Ferry, Bobby McFerrin, Polo Hofer, Züri West, Zucchero, Joe Cocker
2003: Simple Minds, Toto, Alanis Morissette, Steve Winwood, Morcheeba, ZZ Top, The Beach Boys, Joe Jackson, George Benson, John Cale, Austria 3, Patent Ochsner
2004: Bonnie Raitt, Plüsch, Stephan Eicher, B. B. King, Seal, Patricia Kaas, Herbie Hancock, Wayne Shorter, Dave Holland, Brian Blade, Gianna Nannini, Melissa Etheridge, Chris de Burgh
2005: Joe Cocker, Candy Dulfer, George Benson, Diana Rossová, Katie Melua, Meat Loaf, Morcheeba, Söhne Mannheims, Johnny Clegg, Lovebugs, Sina
2006: Simply Red, Melanie C, B. B. King, Ian Anderson, Polo Hofer, Craig David, Ronan Keating, Jamie Cullum, Juanes, Joe Sample Trio & Randy Crawford, Patent Ochsner
2007: Gilberto Gil, Lauryn Hill, John Fogerty, Natalie Coleová, Plüsch, James Morrison, Reamonn, Chris de Burgh, Skye Edwards, Joe Cocker, Stephan Eicher, Bryan Ferry
2008: Diana Rossová, Al Jarreau, Seal, Züri West, Erkan Aki, Crowded House, Kris Kristofferson, Diana Krall, Jan Garbarek, Mick Hucknall, Juanes, Ben Harper
2009: UB40, Simply Red, Stephan Eicher, Sophie Hunger, Philipp Fankhauser, Simple Minds, Amy Macdonald, KODO, Patricia Kaas, David Garrett & Neue Philharmonie Frankfurt, Pepe Lienhard, Jamie Cullum, Katie Melua
2010: Tori Amos, John Fogerty, a-ha, Element of Crime, Reamonn, Nina Hagen, Lunik, Dada Ante Portas, Foreigner, Gilberto Gil, Lucio Dalla & Francesco De Gregori, Maria Mena
2011: John Mellencamp, Stephan Eicher, Paul Simon, Toto, Chicago, Konstantin Wecker & Hannes Wader, Joe Cocker, Tom Jones, Sina, Marc Sway, Gianna Nannini, Julieta Venegas
2012: B. B. King, Caro Emerald, Elton John, Loreena McKennitt, Morcheeba, Alanis Morissette, Roxette, Katie Melua, Lady Antebellum, Züri West
2013: Stephan Eicher, Bryan Adams, Natalie Coleová, Kenny Rogers, Hugh Laurie, Deep Purple, Earth, Wind & Fire, Nena, Helge Schneider, Sting, Mark Knopfler, Gianna Nannini
2014: Robert Plant, Rodrigo y Gabriela, Milow, Jamie Cullum, Texas, Pet Shop Boys, James Arthur, Roger Cicero, Backstreet Boys, Ritschi, Stefanie Heinzmann, Hendrix Ackle, Philipp Fankhauser
2015: Gianna Nannini, Patent Ochsner / Stephan Eicher, Rea Garvey, Lionel Richie, Tom Odell, ZZ Top, John Legend, Roxette, Lindsey Stirling, Anastacia, Xavier Naidoo